# حبیب‌الله غفوری
حبیب‌الله غفوری بارجینی (زاده ۱۳۴۱ در میبد) روحانی شیعه و سیاستمدار ایرانی است. وی از تاریخ ۲۵ مهر ۱۴۰۲ با حکم سید علی خامنه‌ای به جای مصطفی علماء به عنوان امام جمعه کرمانشاه منصوب شده و هم‌اکنون امام جمعه شهر کرمانشاه و نماینده ولی فقیه در استان کرمانشاه است.

## زندگی‌نامه
حبیب‌الله غفوری بارجینی در سال ۱۳۴۱ در محلۀ بارجین در شهر میبد در استان یزد به دنیا آمد. وی دوران تحصیلات ابتدایی و راهنمایی خود را در میبد به انجام رساند و قبل از پیروزی انقلاب ۱۳۵۷ در حوزۀ علمیۀ قم شروع به تحصیل علوم دینی نموده‌است. وی از مهرماه ۱۳۵۶ در مدرسۀ قدیری قم تحصیل علوم دینی را شروع کرد و در نوجوانی دروس حوزه را طی سال‌های انقلاب بهمن ۱۳۵۷ و جنگ ایران و عراق گذراند. غفوری تا سال ۱۳۷۱ به آموزش در حوزه علمیه قم مشغول بود که در ضمن آن آموزش نظامی و زبان‌های عربی و انگلیسی را نیز فراگرفت. وی از تاریخ ۲۵ مهر ۱۴۰۲ با حکم سید علی خامنه‌ای به جای مصطفی علماء به عنوان امام جمعه کرمانشاه منصوب شد.

## سوابق
- رئیس تبلیغات اسلامی سپاه ورامین
- رئیس شورای سیاست‌گذاری ائمه جمعه چهارمحال و بختیاری
- مدیر حوزه علمیۀ شهرکرد
- رئیس نهاد رهبری دانشگاه علوم پزشکی کرمانشاه
- امام جمعۀ دلیجان، آران و بیدگل، تنکابن و اسلام‌آباد غرب
- مسئول نهاد رهبری دانشگاه اصفهان[۵]

## استادان برجسته
- ناصر مکارم شیرازی
- محمد محمدی ری‌شهری
- محمد فاضل لنکرانی
- سید احمد علم‌الهدی
- جواد تبریزی